# Trithemis pallidinervis
Trithemis pallidinervis är en trollsländeart som först beskrevs av Kirby 1889.  Trithemis pallidinervis ingår i släktet Trithemis och familjen segeltrollsländor. IUCN kategoriserar arten globalt som livskraftig. Inga underarter finns listade i Catalogue of Life.

## Bildgalleri

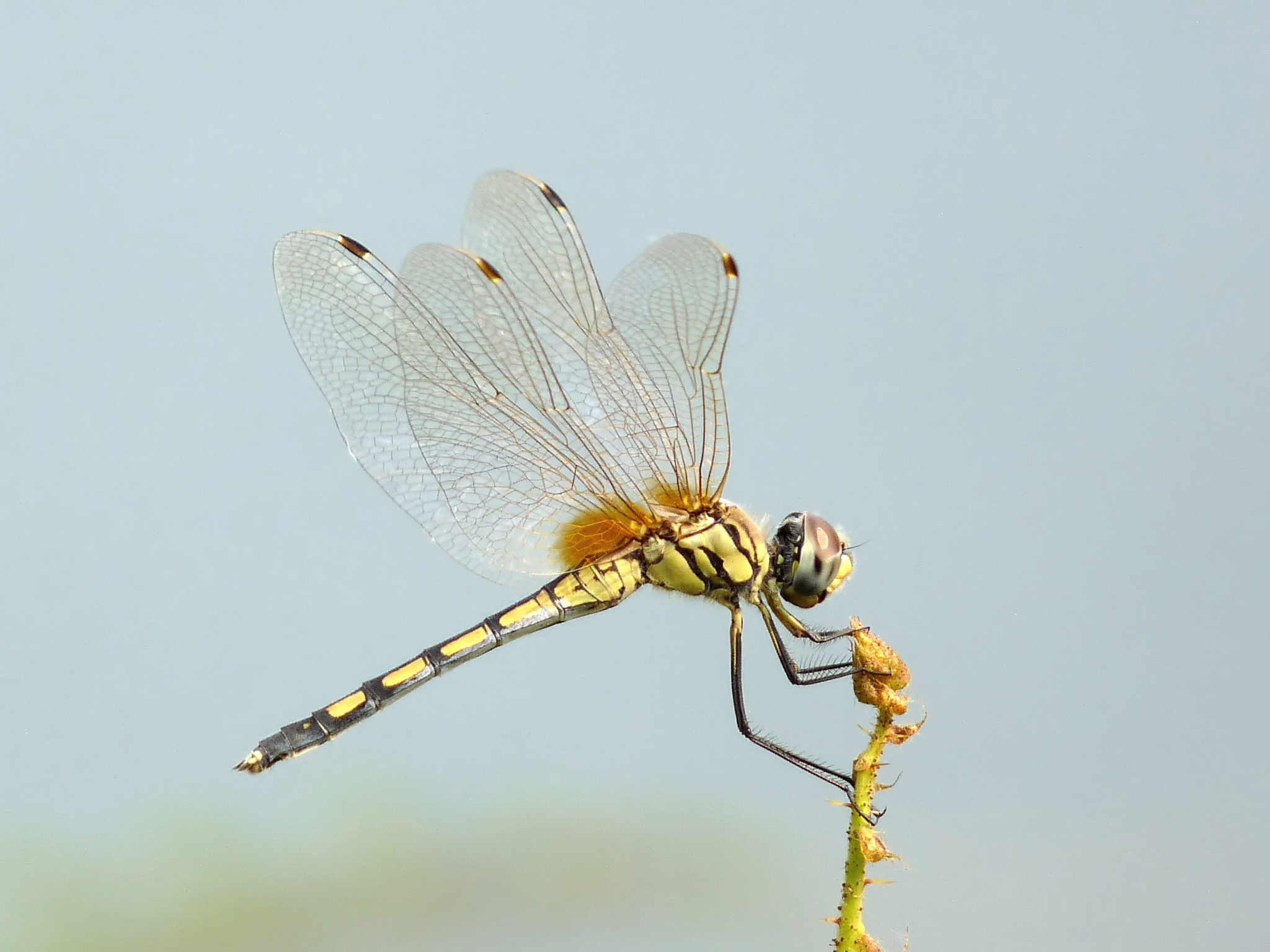
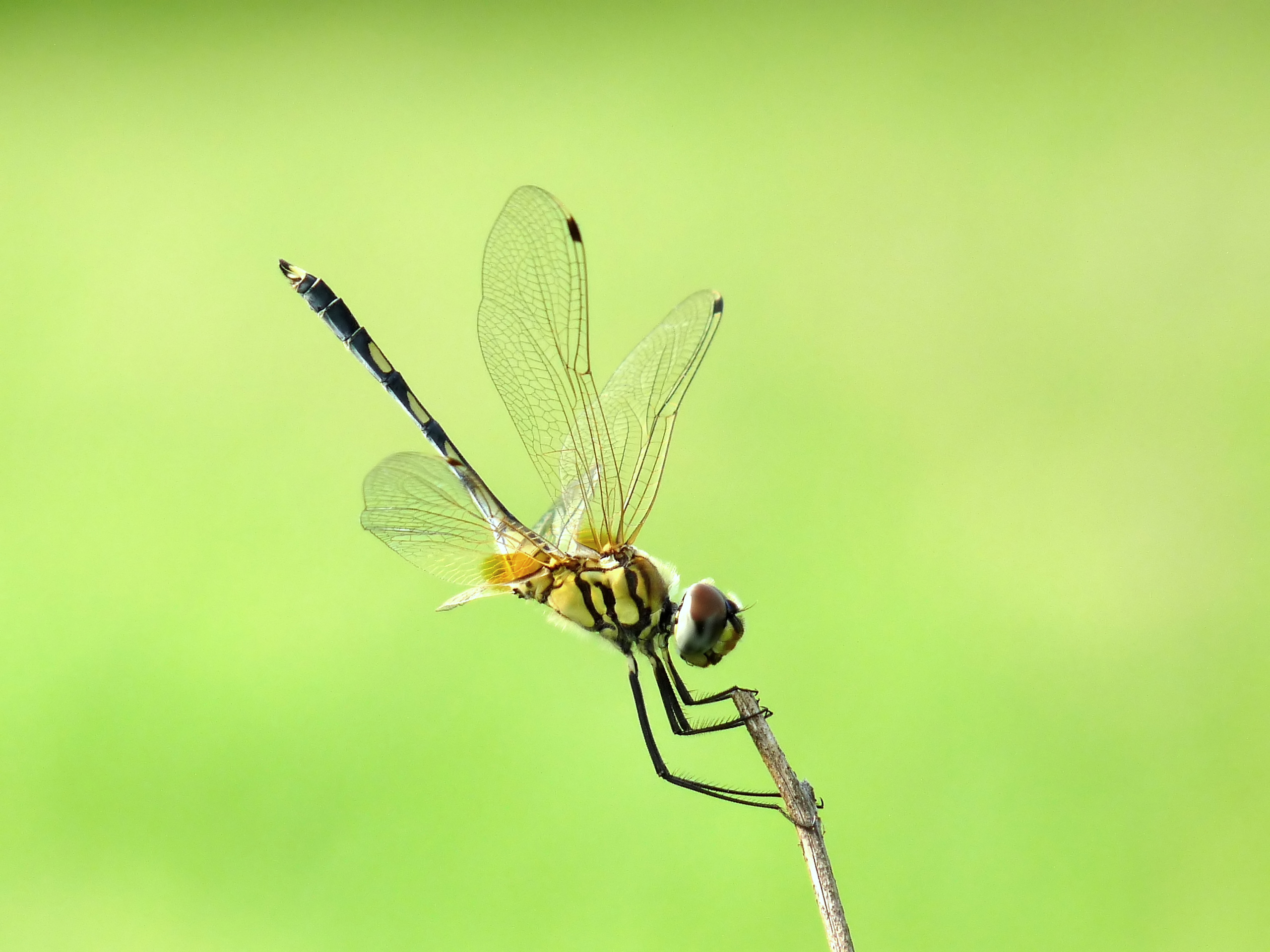
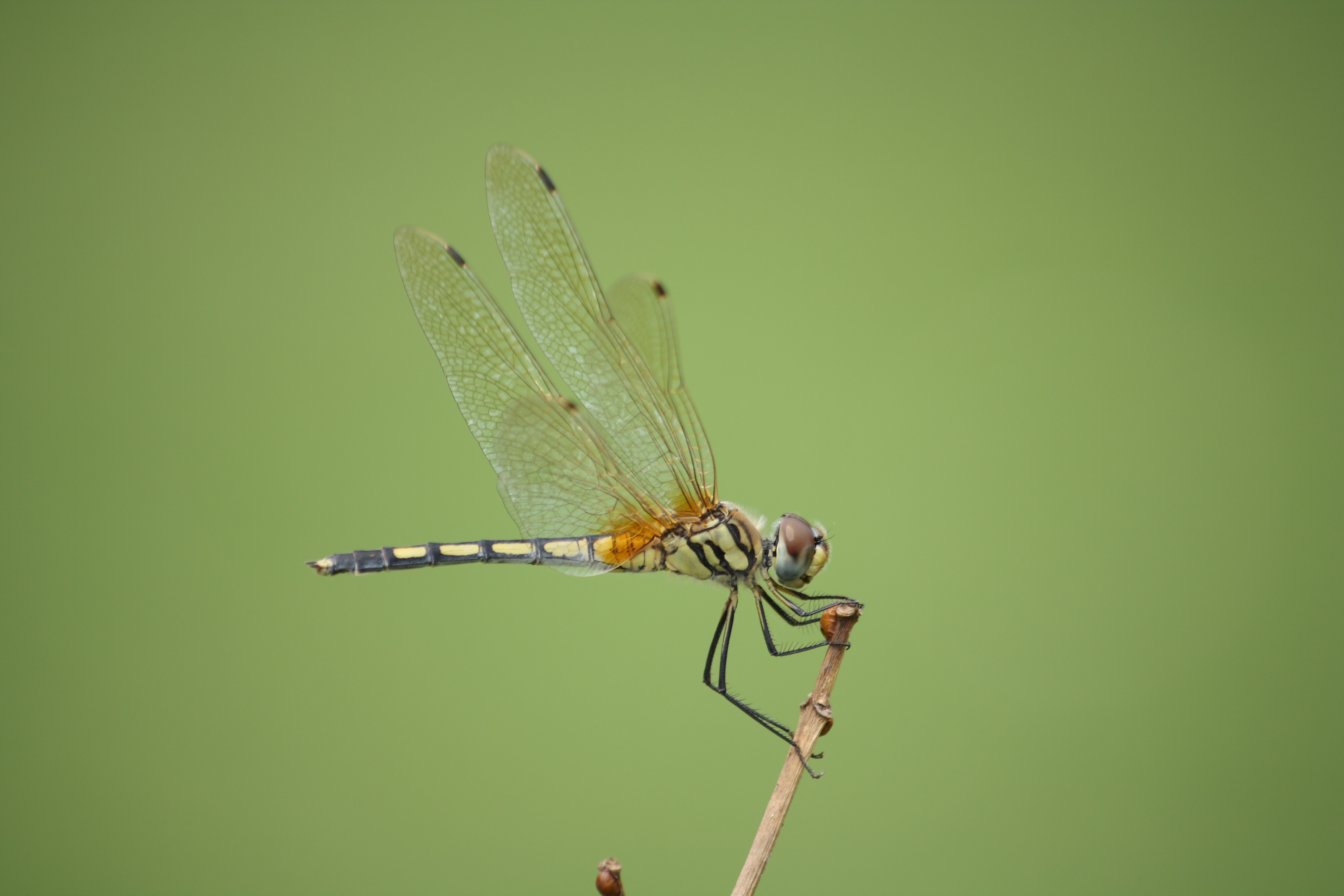
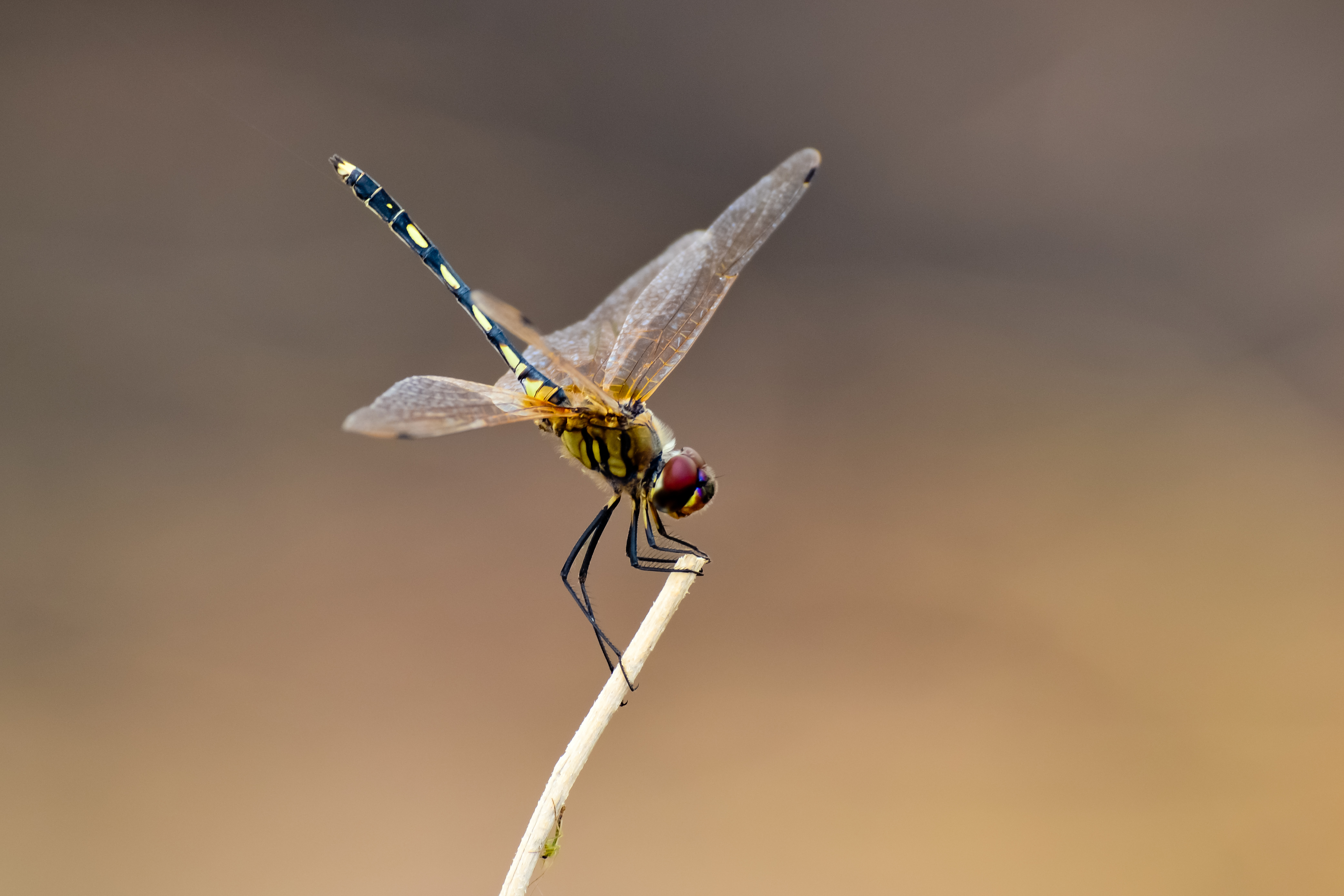
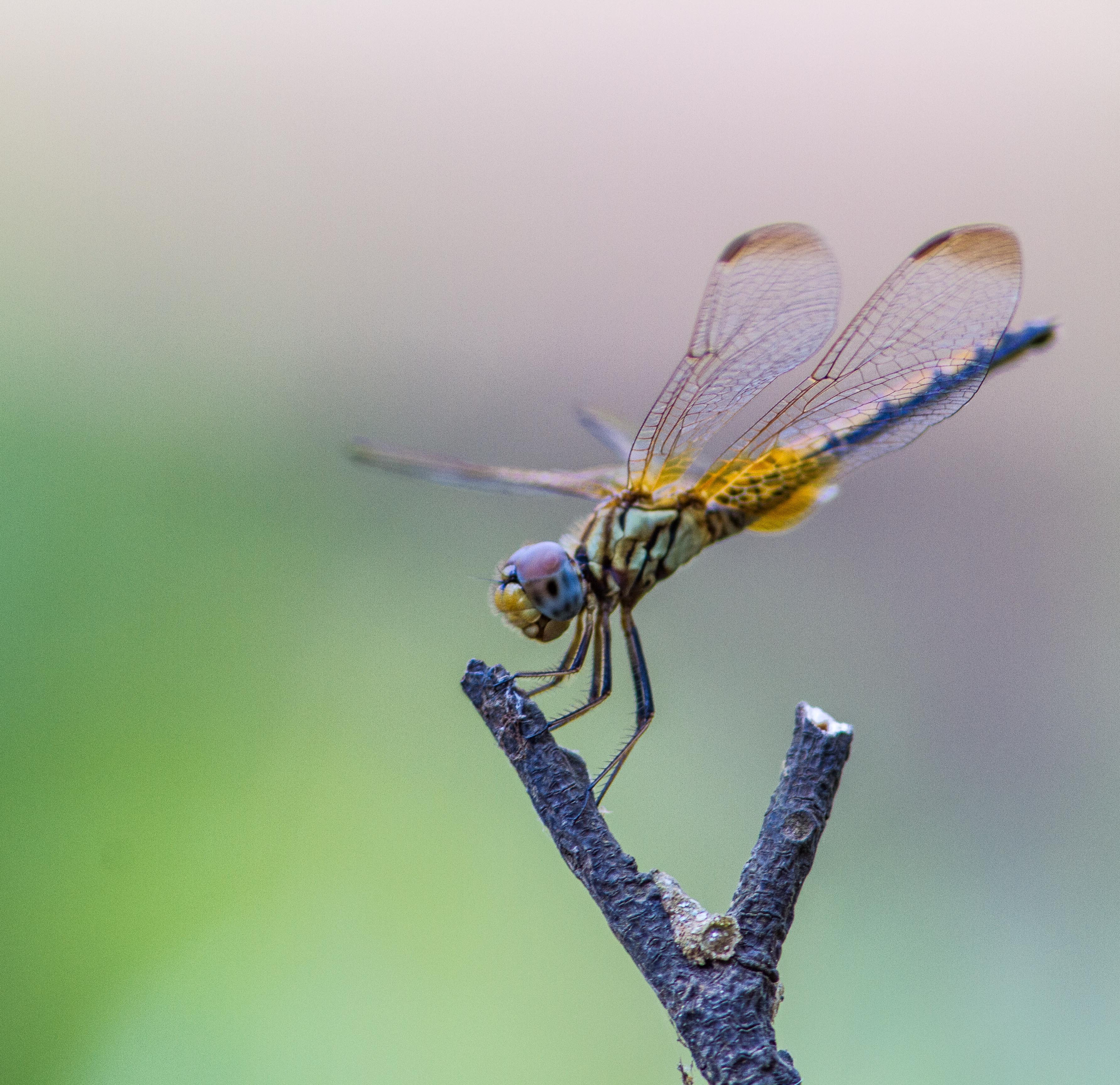
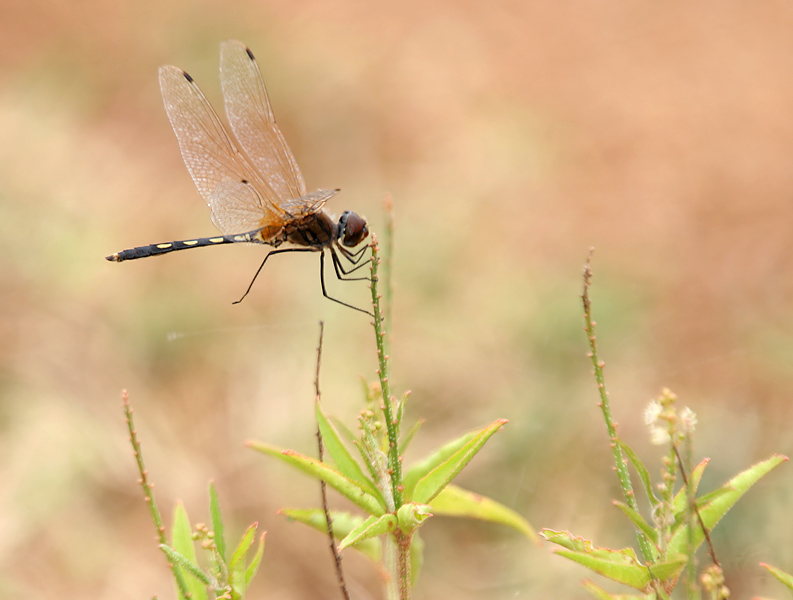